# Hans Zinsser

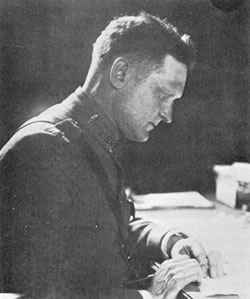
Hans Zinsser

Hans Zinsser (* 17. November 1878 in New York City; † 4. September 1940) war ein US-amerikanischer Bakteriologe und Autor.
Zinsser wurde 1878 als Sohn deutscher Immigranten in New York geboren. Er studierte Medizin an der Columbia University und erwarb 1903 seinen Doktortitel. Nach einer Reihe von wissenschaftlichen Anstellungen wurde Zinsser 1910 Dozent an der Stanford University und kehrte 1913 an die Columbia University zurück. Zehn Jahre später wurde er von der Harvard Medical School abgeworben und blieb dort bis zu seinem Tod. Sein Grab befindet sich auf dem Sleepy Hollow Cemetery in Sleepy Hollow (New York).
Zinsser betrieb Forschung in der Bakteriologie und Immunologie, insbesondere wird er mit der Brill-Zinsser-Krankheit und Fleckfieber in Verbindung gebracht. Er ist berühmt für seine Arbeit zur Isolierung des Fleckfieber-Erregers Rickettsia prowazekii und für die Entwicklung eines Impfstoffes gegen Fleckfieber. In den Jahren 1919/1920 fungierte er als Präsident der American Association of Immunologists. Er schrieb mehrere Bücher über Biologie und Bakterien, unter anderem Rats, Lice and History, eine „Biographie“ des Fleckfiebers. 1923 wurde er in die American Academy of Arts and Sciences gewählt, 1924 in die National Academy of Sciences und 1937 in die American Philosophical Society.